# Brave Bang Bravern!
Brave Bang Bravern! ist eine Anime-Serie aus dem Jahr 2024, die bei Studio CygamesPictures entstand. Die Geschichte von Keigo Koyanagi dreht sich um eine Invasion der Erde durch eine außerirdische Streitmacht, der sich die Armeen der Erde mit Kampfrobotern und dem mysteriösen, genau zur richtigen Zeit aufgetauchten Roboter Bravern entgegenstellen. Der Anime ist den Genres Mecha und Comedy zuzuordnen. 

## Handlung
Der japanische Soldat und Mecha-Pilot Isami Ao befindet sich mit seiner Einheit auf Hawaii zu einer gemeinsamen Übung mit den US-Streitkräften. Er lernt den amerikanischen Piloten Lewis Smith kennen, der seine selbstständige und unkonventionelle Art teilt, aber wesentlich lebenslustiger ist als der reservierte Japaner. Dann taucht, ohne zuvor von irgendjemandem erkannt worden zu sein, eine außerirdische Flotte nahe der Erde auf, die Kampfeinheiten an etliche Orte auf der ganzen Welt sendet. Auch die Basis auf Hawaii wird angegriffen. Die Soldaten können selbst mit ihren Kampfrobotern nicht gegen die Angreifer standhalten. Doch plötzlich taucht ein riesiger, bunter Roboter auf, der Isami in sich als Pilot bittet und mit dem die Außerirdischen zurückgeschlagen werden können. Er stellt sich als Bravern vor, der gekommen sei, ihnen gegen die Angreifer zu helfen.
Die Armee und die Geheimdienst sind jedoch zunächst misstrauisch und verdächtigen Isami des Verrats. Er wird gefoltert, um die Herkunft und Absichten des Mecha zu verraten, weiß aber selbst nichts. Erst als es zu einem erneuten Angriff kommt, der dank Bravern und Isami zurückgeschlagen werden kann, gewinnen die Streitkräfte Vertrauen in die beiden. Isami aber ist durch die Ablehnung gebrochen und will mit allem nichts mehr zu tun haben. Er verbirgt sich in Bravern, der wiederum keinen andern Piloten in sich lassen will. Erst nach langer Überzeugung seiner Kameraden und Kameradinnen traut er sich wieder heraus, braucht aber noch eine Weile, um seine neue Rolle als Pilot von Bravern und als der Held, der die Basis gerettet hat, anzunehmen. Lewis Smith wollte auch Bravern steuern, wurde von ihm aber abgelehnt. Nach dem zweiten Kampf findet er am Strand ein bewusstloses Mädchen, das er zunächst versteckt. Lulu, wie er sie nennt, zeigt übermenschliche Kräfte und kann kaum reden oder essen. Sie scheint mit den Invasoren in Verbindung zu stehen, aber sie nicht anzugreifen. Sie hängt an Lewis wie ein kleines Kind an seiner Mutter, sodass sie in seine Obhut gegeben wird. Währenddessen bereiten die Streitkräfte den nächsten Schlag gegen die Außerirdischen vor. Sie wollen zunächst nach Japan.

## Produktion und Veröffentlichung
Die Serie entstand nach einem Konzept von Keigo Koyanagi bei Studio CygamesPictures. Regie führte Masami Ōbari und die Drehbücher schrieben neben Koyanagi auch Masaki Kuribayashi und Yusuke Kanbayashi. Das Charakterdesign wurde von Kamokamen entworfen und von Kōichi Motomura für die Animationen adaptiert. Das Mechanical Design stammt von MORUGA, Junya Ishigaki, Kanta Suzuki, Masahiro Yamane und Mizuki Sakura. Die künstlerische Leitung lag bei Takumi Hashimoto, die 3D-Animationen leitete Yoshinori Nakano und für die Kameraführung war Kenta Hayashi verantwortlich. Die Tonarbeiten leitete Masami Ōbari.
Der Anime wurde im Mai 2023 erstmals angekündigt. Die zwölf Folgen mit je 23 Minuten Laufzeit wurden vom 11. Januar bis 28. März 2024 von TBS in Japan ausgestrahlt. Parallel dazu fand auf der Plattform Crunchyroll die internationale Veröffentlichung statt. Das Angebot umfasst Untertitel in diversen Sprachen, darunter Deutsch und Englisch. Aniplus Asia hat die Serie in Südostasien gestreamt.

### Synchronisation
| Rolle       | japanischer Sprecher (Seiyū) |
| ----------- | ---------------------------- |
| Isami Ao    | Ryōta Suzuki                 |
| Lewis Smith | Yōhei Azakami                |
| Bravern     | Kenichi Suzumura             |
| Lulu        | Saya Aizawa                  |

### Musik
Die Musik der Serie wurde komponiert von Takashi Watanabe. Das Vorspannlied ist Ba-Bang to Suisan! Bang Bravern von Kenichi Suzumura und für den Abspann verwendete man das Lied Sōen no Shōzō von Ryōta Suzuki und Yōhei Azakami.

## Internetradiosendung
Am 17. Januar 2024 startete eine Internetradio-Sendung zum Anime. Sie wurde unter dem Titel Original TV Anime “Yūki Bakuhatsu Bān Bureibān” Web Radio (オリジナルTVアニメ「勇気爆発バーンブレイバーン」Webレイディオ) auf dem Youtube-Kanal des Studios Cygames veröffentlicht.